# Kale borroka

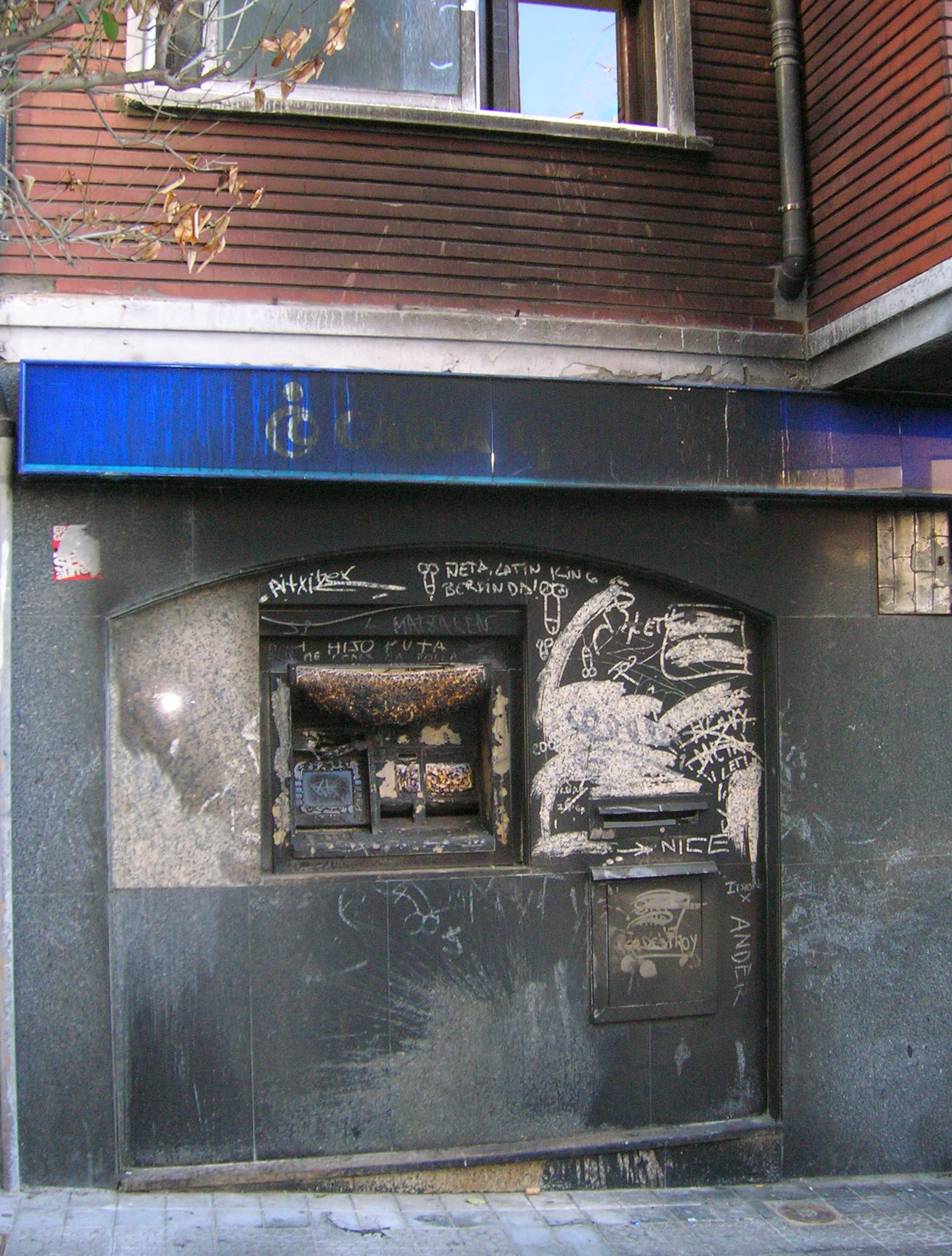
Cajero automático quemado en Algorta en 2005.

La expresión kale borroka (del euskera kale, 'calle', y borroka, 'lucha', 'pelea') se utiliza comúnmente para referirse a los actos de violencia callejera perpetrados en el País Vasco y Navarra por militantes o simpatizantes del entorno de la izquierda abertzale, en su mayoría jóvenes, durante los años 1990 y 2000.
Las fuerzas de seguridad españolas en ocasiones la han denominado también «terrorismo de baja intensidad». En este sentido, legalmente se ha considerado a sus participantes como «elementos terroristas» y como tales son juzgados en la Audiencia Nacional, siendo consideradas por ésta las acciones de kale borroka como terrorismo. Algunos de los participantes en este tipo de guerrilla urbana acabaron formando parte de la banda terrorista Euskadi Ta Askatasuna (ETA), lo que ha supuesto un aumento penológico de estas acciones.
Por su parte, la izquierda abertzale niega que existieran grupos organizados y achaca estas acciones a cuadrillas surgidas espontáneamente que realizaban protestas contra el actual sistema o hechos concretos, desvinculándose además de estos grupos.

## Aparición
El uso de la violencia callejera, como parte de las manifestaciones de la izquierda abertzale, se inicia en la década de 1970 como método de protesta violenta contra el sistema político-social y económico. Contaba en sus inicios con altos grados de organización y coordinación. Posteriormente, tras la Transición política, algunos de los simpatizantes del llamado Movimiento de Liberación Nacional Vasco adoptaron la «violencia callejera» como método de presión.
Según la periodista Carmen Gurruchaga, «esta actividad violenta surgió a propuesta del exjefe del aparato político de ETA José Luis Álvarez Santacristina para ocupar un espacio que no podían cubrir los comandos legales e ilegales. Se trataba de que estos jóvenes, a poder ser menores de edad y sin ninguna vinculación orgánica con ETA, cometieran pequeñas acciones violentas, sin consecuencias judiciales, pero que desestabilizaran socialmente».

## Auge y transformación

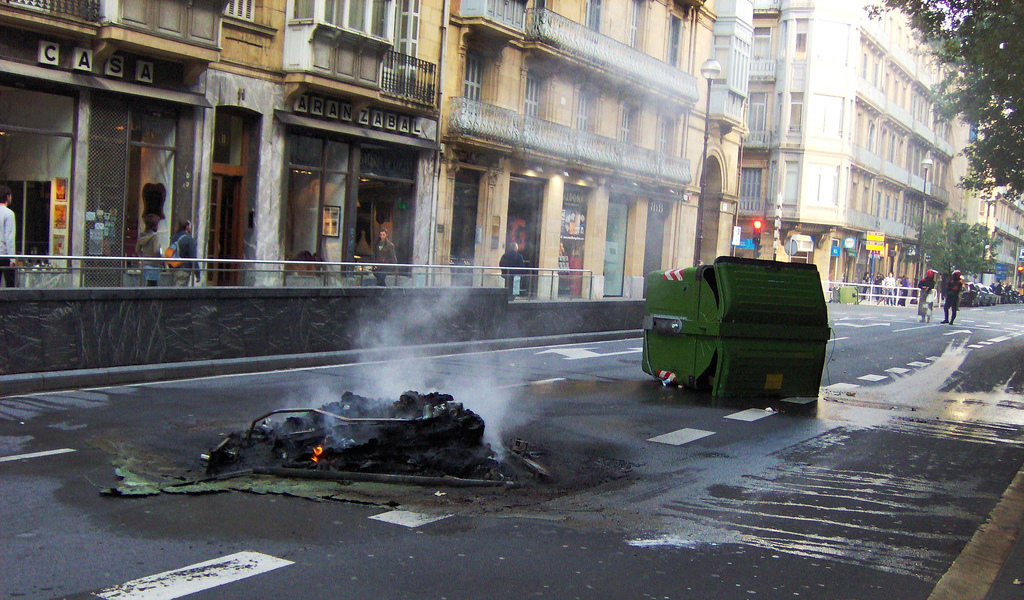
Contenedores quemados en San Sebastián (2006).

No es hasta la década de 1990 cuando esta forma de manifestación violenta se denomina mediáticamente «kale borroka».
Algunos medios han apreciado relación entre la caída de la cúpula de ETA en Bidart, el 29 de marzo de 1992, y el auge organizado de la «lucha callejera». En esta década se produce un gran incremento de las acciones de kale borroka, pasando de 86 casos en 1990 a 1262 en 1996.
Según fuentes policiales españolas, su estructura estaría formada tras 1992 por los llamados «grupos Y» y «grupos X», que estarían coordinados por un responsable y, a su vez, por la propia ETA. Más tarde, la kale borroka dejó de ocupar el lugar que se le adjudicó en su creación, pues la intensidad de la violencia callejera creció más de lo deseado e igualmente contribuyó a que muchos de sus jóvenes participantes acabaran en prisión o fichados por la policía.

## Declive

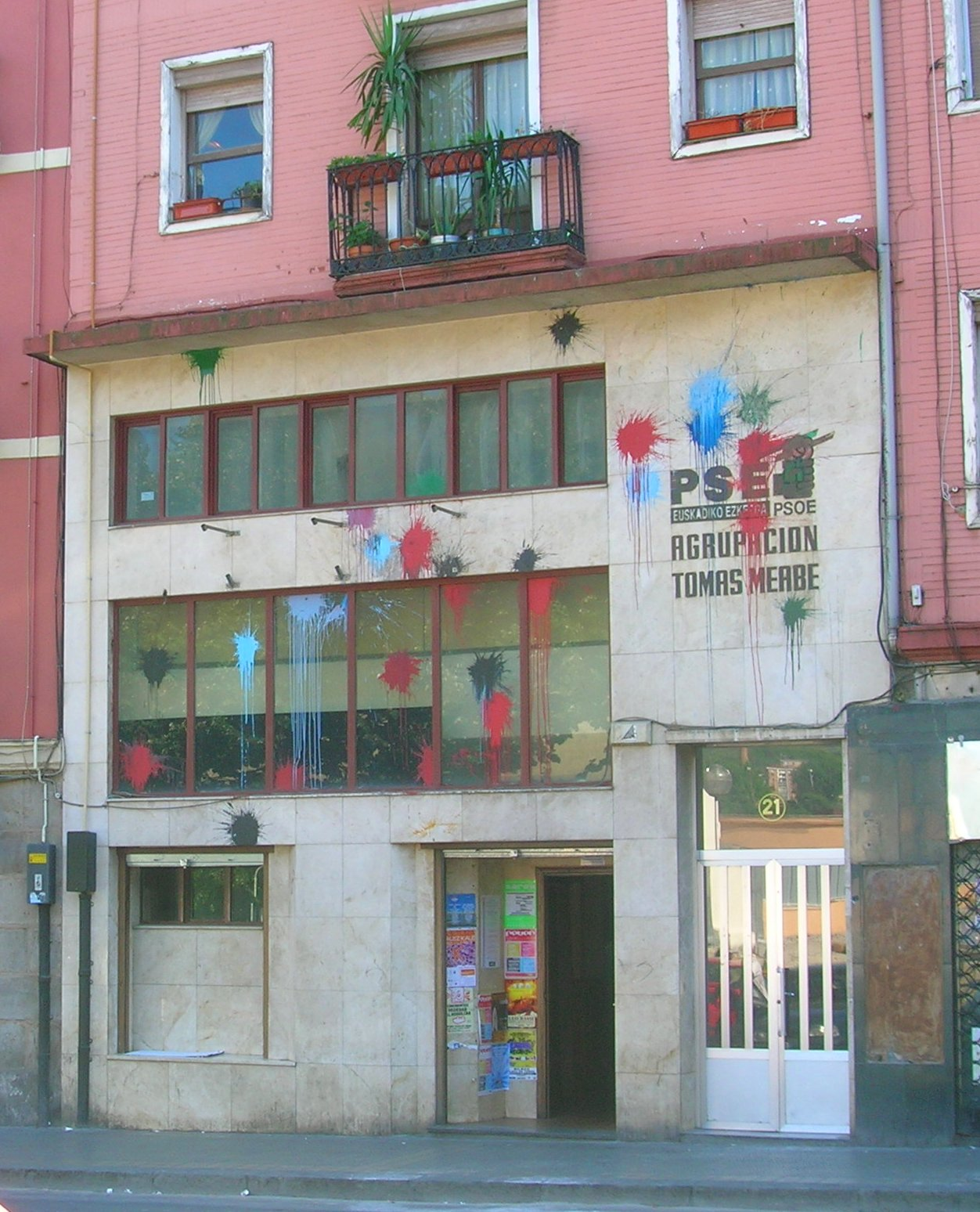
Sede del PSE-EE en el barrio bilbaíno de San Francisco, atacada con pintura (2006).

Los actos de kale borroka experimentaron un continuo declive durante la primera década del siglo XXI. Tras la declaración de una tregua por parte de ETA en el mes de marzo de 2006, los ataques disminuyeron para volver a reiniciarse con mayor fuerza poco después, aunque sin llegar a las cotas de la década de 1990. Entre las causas que originaron ese descenso, se suelen citar:
- La labor policial y el incremento de las penas por participar en la kale borroka.
- Las expectativas suscitadas por el proceso de paz.
- La falta de apoyo social a estas acciones.

Tras el cese definitivo de la violencia anunciado por la banda terrorista ETA en 2011, la violencia callejera ha desaparecido, si bien desde ese punto se han producido algunos ataques protagonizados, aparentemente, por miembros de la izquierda abertzale críticos con el fin del terrorismo.

## Medios y objetivos

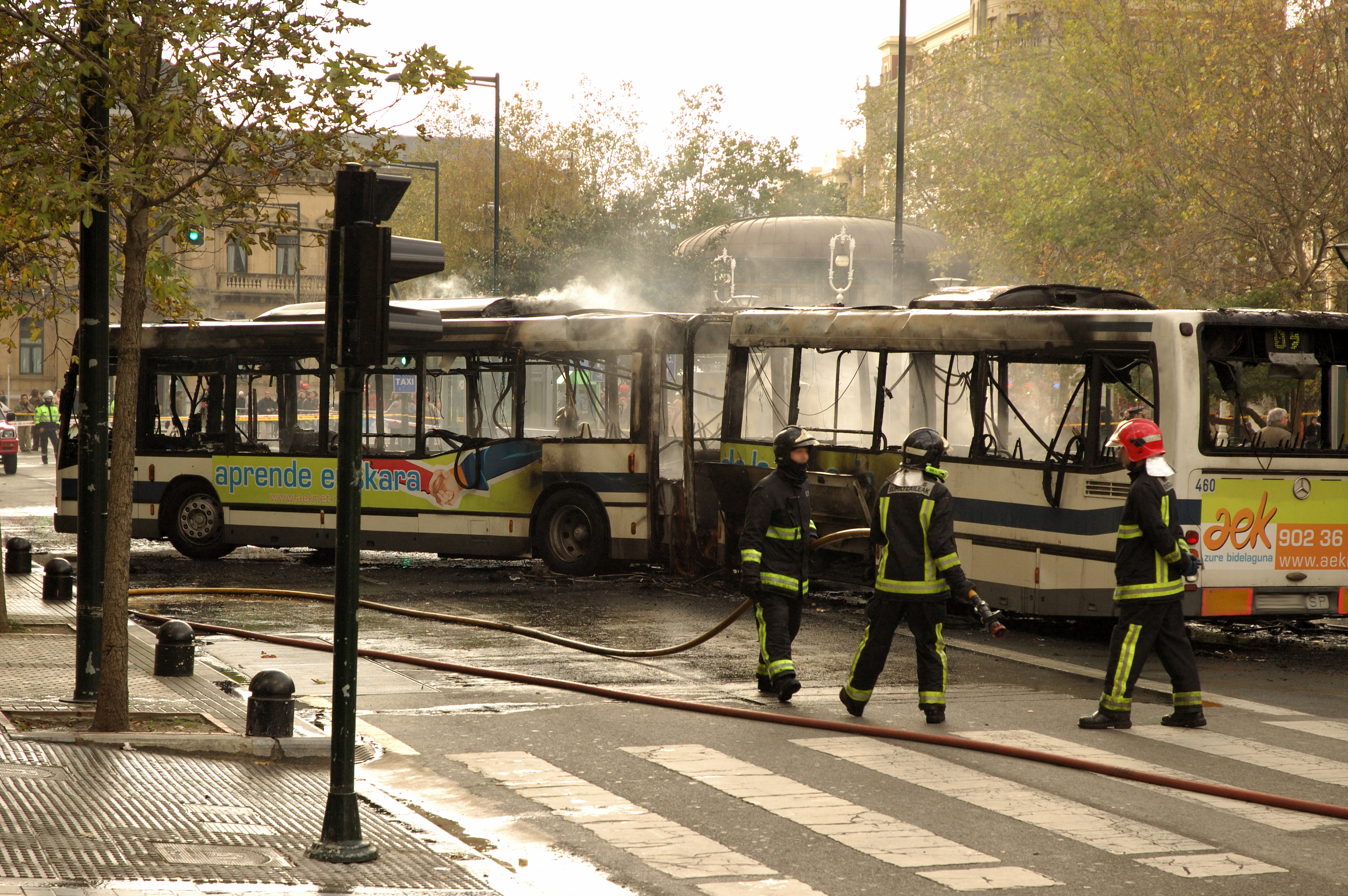
Un autobús quemado en San Sebastián (2005).

Los medios utilizados por la kale borroka tienen un marcado carácter político que los diferencia de los simples «actos vandálicos». Entre las acciones más comunes se encuentran el lanzamiento de objetos (adoquines, piedras o cócteles molotov) contra vehículos públicos y privados para usarlos a modo de barricada, ataques a sedes políticas y edificios institucionales (juzgados, oficinas de Correos, estaciones de tren, etc.), los ataques a cargos electos contrarios a su ideología (principalmente de PP, PSOE y PNV), el destrozo de mobiliario urbano (cabinas de teléfono, papeleras, etc.), las pintadas y el deslucimiento de inmuebles.
Una de sus campañas de acoso con mayor repercusión y con mayor continuidad en el tiempo fue en contra de la autovía de Leizarán, entre 1990 y 1992.

## Oposición
La mayoría de los partidos políticos han condenado públicamente estas acciones violentas. Algunos sectores de la izquierda abertzale, como Aralar, han rechazado siempre estos métodos. Desde su surgimiento, el nuevo partido de la izquierda abertzale Sortu también los rechaza.